# Doddashivara, Malur
Doddashivara là một làng thuộc tehsil Malur, huyện Kolar, bang Karnataka, Ấn Độ.